# ماتياس يندستروم
ماتياس يندستروم (بالسويدية: Mattias Lindström) (18 أبريل 1980 في السويد - ) هو لاعب كرة قدم سويدي في مركز الوسط. شارك مع منتخب السويد تحت 21 سنة لكرة القدم ومنتخب السويد لكرة القدم. أما مع النوادي، فقد لعب مع غايس غوتنبرغ ونادي أوبه ونادي ماترسبرغ ونادي هلسينغبورغ ونادي واكر إنسبروك والبورك بولدسبيلكلوب ‏.

## مسيرته الكروية
لعب ماتياس يندستروم خلال مسيرته الاحترافية مع 5 أندية في واحد وعشرون موسمًا وسجل خلالها 59 هدفًا ضمن 410 مباراة. حيث فاز في ثلاثة مواسم بالكأس وفي ثلاثة مواسم بالدوري.
خاض ماتياس يندستروم مسيرته مع نادي هلسينغبورغ في موسم 1997 في المرة الأولى ليلعب معه ثمانية مواسم ثم في موسم 2010 ليلعب معه ستة مواسم، مشاركًا طوالها في 261 مباراة سجل خلالها 45 هدفًا. ثم انتقل إلى البورك بولدسبيلكلوب ‏ في موسم 2004–05 ليلعب معه أربعة مواسم، حيث شارك في 88 مباراة سجل خلالها 9 أهداف. لينتقل بعدها إلى نادي واكر إنسبروك في موسم 2007–08 لمدة موسم واحد، مشاركًا في 13 مباراة ولم يسجل أي هدف. ثم انتقل إلى نادي ماترسبرغ في موسم 2008–09 لمدة موسم واحد، مشاركًا في 20 مباراة سجل خلالها هدفًا واحدًا. هذا وانتقل لاحقًا إلى نادي غايس غوتنبرغ ما بين عامي 2009 و2010 لمدة موسم واحد، مشاركًا في 28 مباراة سجل خلالها 4 أهداف.

## وصلات خارجية
- ماتياس يندستروم على موقع قاعدة بيانات كرة القدم.إي يو (الإنجليزية)
- ماتياس يندستروم على موقع ناشيونال فوتبول تيمز (الإنجليزية)
- ماتياس يندستروم على موقع Soccerway.com (الإنجليزية)
- ماتياس يندستروم على موقع عالم كرة القدم.نت (الإنجليزية)
- ماتياس يندستروم على موقع AS.com (الإسبانية)